# تومي لوثر
تومي لوثر (بالإنجليزية: Tommy Luther)‏ هو فارس أمريكي، ولد في 28 يوليو 1908 في ميلينغتون في الولايات المتحدة، وتوفي في 27 يناير 2001.